# أودي كوبية (بي2)
أودي كوبية  (بالإنجليزية: Audi Coupé) هي سيارة رياضية من صناعة أودي أنتجت في 1980 وتوقف إنتاجها في 1988.